# Bjørn Westh
Bjørn Westh (ur. 2 lutego 1944 w Overlade) – duński polityk, parlamentarzysta, minister w rządach Ankera Jørgensena i Poula Nyrupa Rasmussena.

## Życiorys
Kształcił się na uczelni rolniczej Den Kongelige Veterinær- og Landbohøjskole. Pracował w zawodzie mierniczego. Zaangażował się w działalność polityczną w ramach Socialdemokraterne. W latach 1970–1977 zasiadał w radzie gminy Møldrup. Od 1977 do 1998 sprawował mandat posła do Folketingetu.
Od stycznia 1981 do września 1982 pełnił funkcję ministra rolnictwa. Od stycznia 1993 do września 1994 był ministrem rolnictwa i rybołówstwa. Następnie do grudnia 1996 zajmował stanowisko ministra sprawiedliwości. Przeszedł później do resortu transportu, którym kierował do marca 1998.
W latach 1999–2002 z ramienia Unii Europejskiej doradzał litewskiemu ministrowi rolnictwa. Od 2002 do 2006 działał w samorządzie gminy Viborg.